# Schloss Dampierre (Anzin)

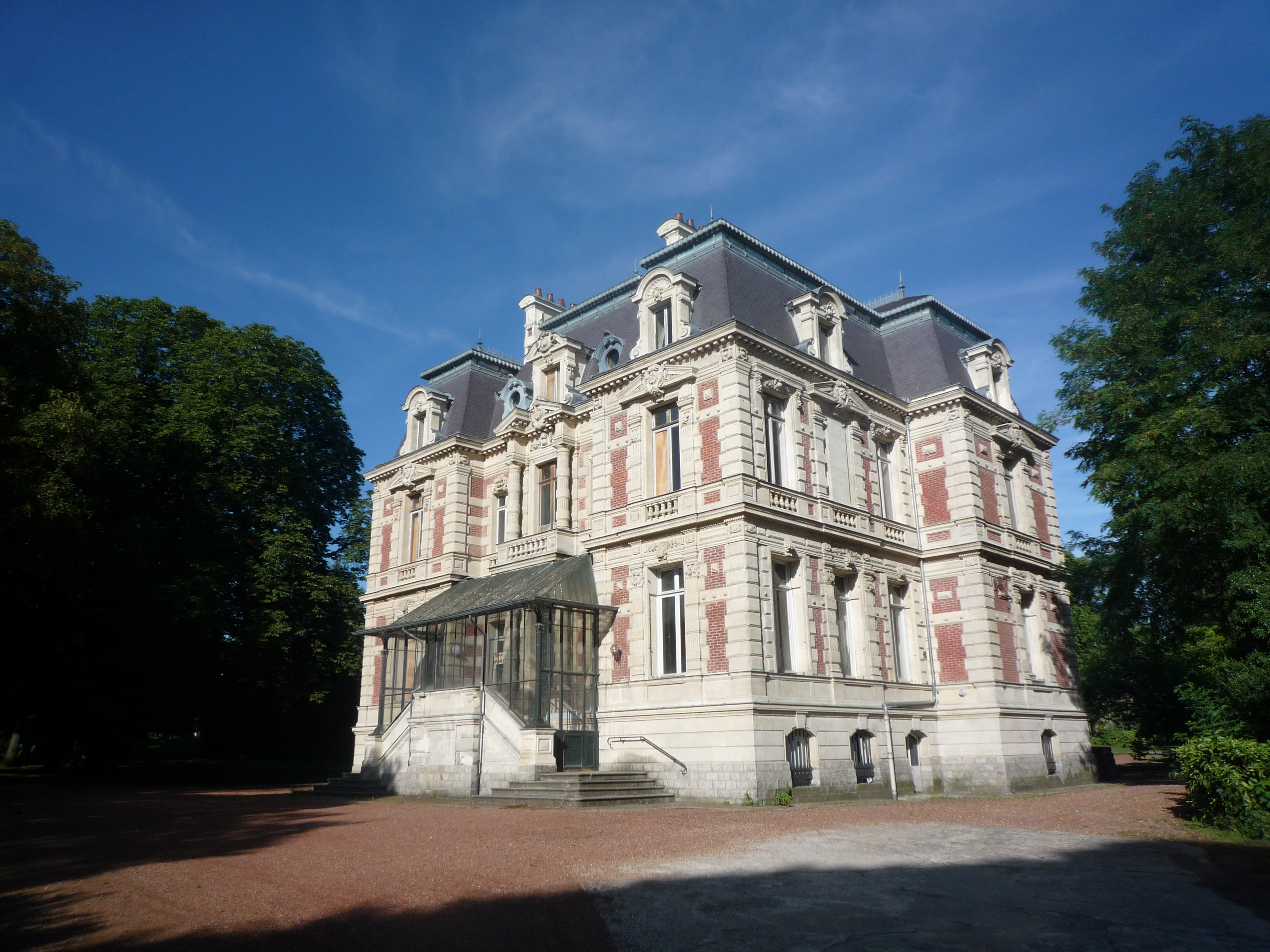
Schloss Dampierre in Anzin

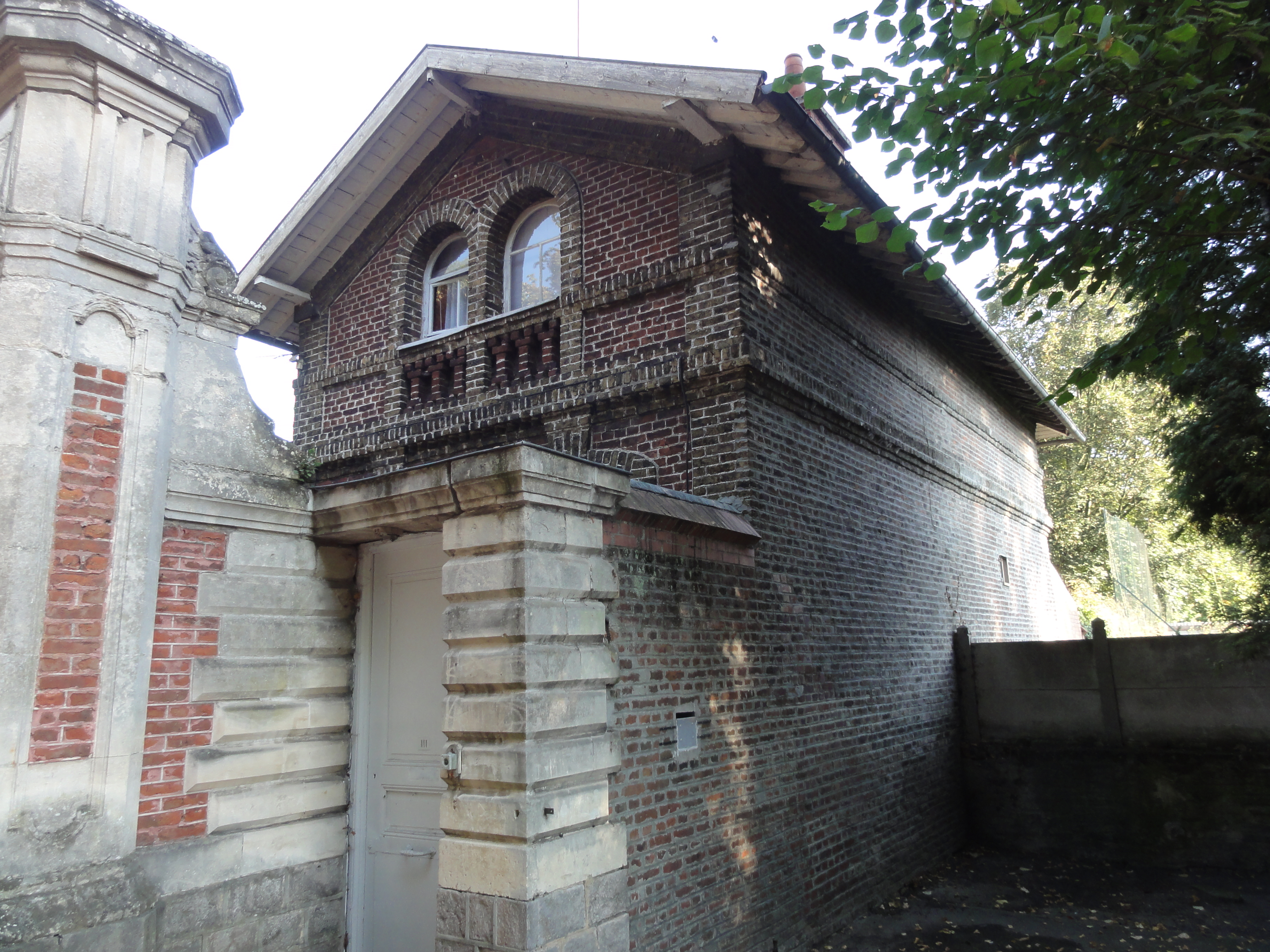
Pförtnerhaus, ebenfalls als Baudenkmal geschützt

Das Schloss Dampierre in Anzin, einer französischen Stadt im Département Nord in der Region Hauts-de-France, wurde Ende des 19. Jahrhunderts errichtet. Das Schloss mit der Adresse 41 bis boulevard Dampierre wurde 2009 als Monument historique in die Liste der Baudenkmäler in Frankreich aufgenommen.
Das sogenannte Schloss, das man auch als Villa bezeichnen könnte, wurde von der Compagnie des mines d’Anzin in Auftrag gegeben, um den Direktoren der Minengesellschaft, die damals bis zu 20.000 Beschäftigte hatte, einen repräsentativen Wohnsitz zu ermöglichen. 
Der zweigeschossige Bau im Stil der Neorenaissance aus Backstein mit Eckquaderung und Fensterumrahmungen aus Haustein erinnert an die Schlösser des 18. Jahrhunderts. Das Mansarddach besitzt schmuckvoll gestaltete Fenster. Die doppelläufige Treppe, die zum Eingang führt, wird durch einen komplett geschlossenen Glasbau im Stil eines Wintergartens aufgewertet. Um das Schloss wurde ein weitläufiger Park angelegt.
Das Gebäude, das von der Stadt Anzin gekauft wurde, wird für Veranstaltungen genutzt.